# Kate Flannery
Pour les articles homonymes, voir Flannery.
Kate Flannery est une actrice américaine née le 10 juin 1964 à Philadelphie, en Pennsylvanie (États-Unis).

## Biographie
Elle est connue grâce à la série The Office, en incarnant Meredith Palmer (en). Elle a fait partie d'un groupe de musique, Mono Puff.
En 2019 elle participe à la 28e saison de Dancing with the Stars .
En 2024, elle participe à la 11e saison de la version américaine de The Masked Singer, déguisée en étoile de mer. Elle sera éliminée lors de la 7e émission.

## Filmographie
- 1999 : Can't Stop Dancing : Tonia
- 1999 : Trick : Ridiculous Writer
- 2000 : Amy Stiller's Breast : Reporter
- 2001 : Spyder Games (série télévisée) : Bunny
- 2002 : Chewing-gum et Cornemuse (Life Without Dick) : Crampy Legs Partygoer
- 2002 : Larry et son nombril (Curb Your Enthusiasm) (série télévisée) : Cop #2
- 2002 : Saturday Night Live (série télévisée) : Lucy
- 2003 : Carolina : Café Waitress
- 2003 : Boomtown (série télévisée) : Tracey
- 2004 : Crossballs: The Debate Show (série télévisée)
- 2004 : The Bernie Mac Show (série télévisée) : Christpher's Mom
- 2005 : Jimmy Kimmel Live (série télévisée)
- 2005 : The Heir Apparent : Heidi
- 2005 : I'm Not Gay : Secretary
- 2006 : The Office: The Accountants (série télévisée) : Meredith
- 2006 : Danny Roane : First Time Director : Marla
- 2007 : Jesus People : Sharon Nyenhuis
- 2007 : Wild Girls Gone : Reading Circle #4
- 2008 : The Office: The Outburst (série télévisée) : Meredith Palmer
- 2009 : The A-List Awards (TV)
- 2009 : Coco Lipshitz: Behind the Laughter : Reporter
- 2009 : You : Airline Counter Girl
- 2009 : The Office (série télévisée) : Meredith Palmer
- 2010 : Les Sorciers de Waverly Place (série télévisée) : Elaine Finkle
- 2011 : Le Spectacle de Noël (The Christmas Pageant) (TV) : Beverly Simmons
- 2014 : Cooties : Charman Hudson
- 2015 : Another Period (série télévisée) : Anne Sullivan (1 épisode)
- 2016 : Brooklyn Nine-Nine (série télévisée) : "Mean" Marge Bronigan |Episode: Adrian Pimento  (saison 3 épisode 17)
- 2019 : Young Sheldon (série télévisée) : Sheldon à l’hôpital  (saison 2 épisode 12)  : Nora
- 2021 : Lay Lay dans la place (série Netflix) : Mitzy